# Sergeo Polo
Pour les articles homonymes, voir Mpollo et Polo (homonymie).
 (février 2024).
La mise en forme du texte ne suit pas les recommandations de Wikipédia : il faut le « wikifier ».
Les points d'amélioration suivants sont les cas les plus fréquents :
- Les titres sont pré-formatés par le logiciel. Ils ne sont ni en capitales, ni en gras.
- Le texte ne doit pas être écrit en capitales (les noms de famille non plus), ni en gras, ni en italique, ni en « petit »…
- Le gras n'est utilisé que pour surligner le titre de l'article dans l'introduction, une seule fois.
- L'italique est rarement utilisé : mots en langue étrangère, titres d'œuvres, noms de bateaux, etc.
- Les citations ne sont pas en italique mais en corps de texte normal. Elles sont entourées par des guillemets français : « et ».
- Les listes à puces sont à éviter, des paragraphes rédigés étant largement préférés. Les tableaux sont à réserver à la présentation de données structurées (résultats, etc.).
- Les appels de note de bas de page (petits chiffres en exposant, introduits par l'outil «  Source ») sont à placer entre la fin de phrase et le point final[comme ça].
- Les liens internes (vers d'autres articles de Wikipédia) sont à choisir avec parcimonie. Créez des liens vers des articles approfondissant le sujet. Les termes génériques sans rapport avec le sujet sont à éviter, ainsi que les répétitions de liens vers un même terme.
- Les liens externes sont à placer uniquement dans une section « Liens externes », à la fin de l'article. Ces liens sont à choisir avec parcimonie suivant les règles définies. Si un lien sert de source à l'article, son insertion dans le texte est à faire par les notes de bas de page.
- La présentation des références doit suivre les conventions bibliographiques. Il est recommandé d'utiliser les modèles {{Ouvrage}}, {{Chapitre}}, {{Article}}, {{Lien web}} et/ou {{Bibliographie}}. Le mode d'édition visuel peut mettre en forme automatiquement les références.
- Insérer une infobox (cadre d'informations à droite) n'est pas obligatoire pour parachever la mise en page.

Pour une aide détaillée, merci de consulter Aide:Wikification.
Si vous pensez que ces points ont été résolus, vous pouvez retirer ce bandeau et améliorer la mise en forme d'un autre article.
Sergeo Polo de son vrai nom Serge Mpollo est un artiste chanteur camerounais.

## Biographie

### Enfance et Débuts
Sergeo Polo de son vrai nom Serge Mpollo, né le 14 novembre 1970au Cameroun à Douala est un artiste chanteur camerounais. 
Originaire de la région côtière du Cameroun: Ewodi dans le département du Nkam chez sa mène et Batanga dans le département de l'Océan chez son père, il est élevé par ses grands parents. 
Son genre musical fluctue entre le makossa et le makossa zingué un rythme venu des influences congolaisestout en y greffant le zouk, l'afro zouk, la rumba, la kizomba et le slow.
Auto surnommé Le Président de Deïdo à Paris et Le Roi Polo XVIII, il commence ses débuts dans la musique lors des concerts scolaires dans la ville de Douala. Il arrête ses études en classe de terminale pour se produire dans les cabarets au côté d' Eboa Lotin, Sallé John, Ben Decca, Tchana Pierre.

### Carrière musicale
En novembre 1996, Sergeo Polo sort l'album en duo avec Njohreur intitulé Le Mari d'Autrui, suivi de son premier album solo Carton Rouge en novembre 1998 et Georgie en 2000. 
En novembre 2002, il enregistre sous le label JPS Productions la Chicotte de Papa accompagné de Guy Nsanguè, Aladji Touré, Valerie Belinga, Conty Bilong et de Manulo,. 
En 2003, il sort en collaboration avec Guy Lobe l'album Cocktail, puis Le Prisonnier en 2005.
Le 13 juillet 2007, il se produit sur la scène de la Bastille à l'occasion de la fête nationale française au côté d' autres artistes africains parmi lesquels Alpha Blondy, Amel Mathlouthi, Ba Cissoko, Lokua Kanza, Ismaël Lo et le duo Amadou et Mariam.
En 2008, il sort un mini album intitulé On est ensemble pour le compte publicitaire de l'entreprise Orange Cameroun.
Sergeo sort son septième album au titre de Amour à deux, Amour à vie en 2010 dont le titre phare qui est également le titre de l'album est exécuté avec la chanteuse congolaise Barbara Kanam.
Puis dans son septième album Fleur et Vénus sorti en 2017, il se met en duo avec le chanteur de musique urbaine Locko.
Il crée son entreprise de production du nom de SP Association dans laquelle plusieurs artiste se font produire à l'instar de Dany Muna, Nono Flavy et Paolo Eyoum.
Dans toutes ces collaborations, il chante en duala, en français, en lingala, en ewodi et en bassa.
De 2003 à 2017, il reçoit des récompenses et distinctions nationales et internationales dont le prix de l'artiste de l’année et disque d’or au Cameroun avec La Chicotte de Papaen 2003, le meilleur artiste masculin de l’année au Canal 2Oren 2006, chevalier du mérite camerounais par la Grande Chancellerie des Ordres Nationaux en 2007, le prix SOLI UNI du meilleur makossa 2014 avec l'album Carte postale de nouveau en Belgiqueen 2014, l'Oscar pour sa carrière musicale en Belgique par la Ligue Professionnelle des Disc Jockey du Bénélux (LPDJ) en 2016, le meilleur album de l’année aux Balafon Music Awards (BMA) avec l'album Fleur et venus en 2017.

## Discographie

### Album
- 1996 : Le Mari d'Autrui (en duo avec Njohreur)
- 1998 : Carton Rouge
- 2000 : Georgie
- 2002 : La Chicotte de Papa
- 2003 : Cocktail (en duo avec Guy Lobe)
- 2005 : Le Prisonnier
- 2010 : Amour à deux, Amour à vie
- 2013 : Carte postale
- 2017 : Fleur et Vénus
- 2019 : Pour toi
- 2023 : Mission Sensuelle

## Prix et Récompenses
- 2003 : Artiste de l’année et disque d’or avec La Chicotte de Papa
- 2006 : Meilleur artiste masculin de l’année 2005 au Canal 2Or
- 2007 : Chevalier du mérite camerounais par la Grande Chancellerie des Ordres Nationaux
- 2014 : Prix SOLIUNI du meilleur makossa 2014 avec l'album Carte postale
- 2016 : Oscar par Ligue Professionnelle des Disc Jockey du Bénélux (LPDJ) en Belgique lors des critérium africain
- 2017 : Meilleur album de l’année aux Balafon Music Awards (BMA) avec l'album Fleur et Vénus